# نبرد ۲۰۲۰ شوشی
نبرد شوشی (به ترکی آذربایجانی: Şuşa döyüşü یا Şuşa uğrunda döyüş؛ ارمنی: Շուշիի ճակատամարտ) نبردی بود که بین نیروهای مسلح جمهوری آذربایجان و جمهوری آرتساخ با پشتیبانی نظامی ارمنستان، بر سر کنترل شهر شوشی، در جریان جنگ قره باغ کوهستانی ۲۰۲۰ انجام شد این. نبرد یکی از خونین‌ترین نبردهای جنگ محسوب می‌شود.
شوشی و مناطق کوهستانی اطراف آن، یکی از مهمترین مکانهای استراتژیک در منطقه قره‌باغ است و معمولاً از آن به عنوان «قلب تپنده» منطقه یاد می‌شود.  تا اواسط قرن نوزدهم، این شهر به عنوان مرکز فرهنگی و سیاسی جمعیت آذربایجان این منطقه در نظر گرفته می‌شد، در حالی که برای ارمنیان نیز، شوشی دارای اهمیت مذهبی است زیرا کلیسای جامع غازانچتسوتس را در خود جای داده‌است که تا پایان جنگ مقر اسقف اعظم کلیسای حواری ارمنی بود. این شهرستان به عنوان ستون فقرات دفاعی در آرتساخ استفاده شده بود و محل اتصال استپاناکرت، به شهر گوریس در ارمنستان از طریق گذرگاه لاچین است. این شهر در سال ۱۹۹۲، در جریان جنگ اول قره باغ، توسط نیروهای مسلح ارمنستان تصرف شد و جمعیت عمدتاً آذربایجانی آن از آنجا اخراج شد. 
ارتش آذربایجان در اواسط ماه اکتبربا پیشرفت از شهر جبرائیل، شهر هادروت را تصرف کرد. سپس نیروهای آذربایجانی از شمال و از طریق جنگلها و گردنه‌های کوهستانی وارد استان شوشی شدند. اگرچه شوشی از ابتدای درگیری تحت بمباران قرار داشت، جنگ محلی در نزدیکی شهر در ۲۹ اکتبر آغاز شد. آذربایجان کنترل روستای چاناکچی و در ۴ نوامبر بخشی از جاده راهبردی شوشی - لاچین دنبال شد و نیروهای ارمنی متعاقباً راه را به روی غیرنظامیان بستند. لوموند گزارش داد، علی‌رغم انکار آرتساخ، نبرد در ۶ نوامبر به نفع آذربایجان رقم خورده‌است.
نیروهای ویژه آذربایجانی با پشتیبانی از آتش توپخانه، و صعود از صخره‌های سنگی شهر، در ۷ نوامبر وارد شوشی شدند. آنها به سرعت ارمنی‌ها را از شهر بیرون کردند و در ۸ نوامبر، الهام علی اف، رئیس‌جمهوری آذربایجان، اظهار داشت که نیروهای آذربایجانی کنترل شوشی را به دست گرفتند. ارمنستان این خبر را تکذیب کرد. روز بعد، وزارت دفاع آذربایجان با انتشار تصویری از شهر ، کنترل کامل آذربایجان را تأیید کرد.  در همان روز، دفتر ریاست جمهوری آرتساخ تأیید کرد که کنترل شوشی را از دست داده‌است اگرچه بعداً با اظهارات نخست‌وزیر ارمنستان نیکول پاشینیان، و وزارت دفاع ارمنستان مخالفت شد. پس از امضای یک توافق آتش‌بس، رئیس‌جمهور آرتساخ، آرایک هاروتیونیان تصریح کرد که آرتساخ کنترل شهرستان شوشی را در ۷ نوامبر از دست داده بود، و پاشینیان به از دست دادن شهر اعتراف کرد. به دلیل مزیت استراتژیک شهر، تصرف شوشی با تسلیم ارمنستان و اعلام پیروزی آذربایجان، لحظه ای سرنوشت ساز در جنگ شد .
پیروزی آذربایجان در شوشی به‌طور گسترده‌ای در جامعه آذربایجان و دیاسپورای آن جشن گرفته شد. ۸ نوامبر، روزی که رئیس‌جمهوری آذربایجان پیروزی نیروهای آذربایجان را اعلام کرد، در آذربایجان به عنوان روز پیروزی اعلام شد، و ایستگاه متروی باکو در آینده " ۸ نوامبر " نامگذاری شد. یک مدال نظامی برای کسانی که در نبرد شرکت کردند ایجاد شد.

## زمینه
شوشی، دومین شهر بزرگ قره باغ و قفقاز جنوبی است. این شهر بخشی از منطقه شوشی آذربایجان است، اگرچه جمهوری آرتساخ زمان پایان جنگ اول قره باغ کوهستانی در سال ۱۹۹۴ توسط جمهوری آرتساخ به عنوان بخشی از استان شوشی کنترل می‌شد. این شهر در ارتفاع ۱۳۰۰–۱٬۶۰۰ متری از سطح دریا واقع شده‌است، حدود ۱۵ کیلومتر (۹٫۳ مایل) از مرکز منطقه استپاناکرت، که توسط آذربایجانی‌ها با نام خانکندی نامیده می‌شود. این دو شهرک توسط یک دره از هم جدا شده‌اند، و شوشی، که به عنوان یک منطقه حائل برای خانکندی عمل می‌کند، و در یک ناحیه کوهستانی مشرف به منطقه واقع شده‌است، به عنوان "ارتفاع استراتژیک که از آنجا می‌توان تمام قره باغ کوهستانی تحت کنترل نگه داشت ". شهر استراتژیک در بالای تپه هم توسط ارامنه و هم توسط آذربایجانی‌ها به عنوان قلعه کوهی «غیرقابل دسترس» نامیده می‌شود. یک جاده اصلی که گوریس را در استان سیونیک، جنوب ارمنستان به استپاناکرت متصل می‌کند از طریق شوشی از راهرو لاچین عبور می‌کند. جاده دیگر که ارمنستان را به قره باغ کوهستانی وصل می‌کند از طریق عبور از کوه مرو داغ در شمال کلبجر است.
در سال ۱۹۲۳، در زمان حکومت اتحاد جماهیر شوروی، منطقه خودمختار قره باغ (NKAO) ایجاد شد که شوشی، تنها شهرک بزرگ منطقه بود که اکثریت آذربایجانی داشت  به عنوان مرکز اداری آن انتخاب شد.  در فوریه ۱۹۸۸، دولت NKAO با اکثریت ارمنستان به جدا شدن از آذربایجان و اتحاد با ارمنستان رأی مثبت داد  که منجر به درگیری قومی و ارضی گسترده‌تری بین ارامنه و آذربایجانی‌های مقیم اتحاد جماهیر شوروی شد. پس از سقوط اتحاد جماهیر شوروی در سال ۱۹۹۱، ارامنه و آذربایجانی‌ها برای کنترل قره باغ رقابت می‌کردند بعد از جنگ تمام عیار در اوایل ۱۹۹۲، این منطقه استقلال خود را اعلام کرد و یک دولت به رسمیت نشناخته را ایجاد کرد.  در ۸ مه ۱۹۹۲، نیروهای ارمنی شوشی را به تصرف خود درآوردند و حدود ۱۵۰۰۰ نفر جمعیت آذربایجانی آن را که ۸۵٫۵٪ از جمعیت این شهر را در سال ۱۹۷۹ تشکیل می‌داد   مجبور به فرار کردند و  بیشتر شهر به ویرانه تبدیل شد، و شوشی به یک شهر ارواح تبدیل شد. ارمنی‌های مهاجر، که بیشتر آنها کسانی بودند که از باکو و سایر شهرهای آذربایجان گریخته بودند، در شهر مستقر شدند، و قبل از نبرد در سال ۲۰۲۰ حدود پنج هزار نفر در شوشی زندگی می‌کردند. در سال ۲۰۲۰، نخست‌وزیر ارمنستان، نیکول پاشینیان و دیگر مقامات ارمنستان با اظهارات پوپولیستی، برنامه‌هایی را برای ایجاد پایتخت جدید در شوشی برای آرتساخ اعلام کردند و در اوت همان سال دولت آرتساخ ساختمان پارلمان این کشور را به آنجا منتقل کرد، که باعث تشدید تنش بین ارمنستان و آذربایجان شد.
این شهر هم برای ارامنه و هم برای آذربایجانی‌ها از اهمیت تاریخی، سیاسی و فرهنگی برخوردار است. شوشی برای آذربایجانی‌ها از اهمیت فرهنگی ویژه ای برخوردار است  که این شهر را پایتخت تاریخی خود در این منطقه می‌دانند، با توجه به آین بیشتر از استپاناکرت اهمیت دارد. در حالی که کلیسای جامع غازانچتسوتس، در این شهر واقع شده‌است و تا پایان جنگ مقر اسقف اعظم کلیسای حواری ارامنه بود از نظر ارامنه دارای اهمیت مذهبی است. الهام علی اف، رئیس‌جمهوری آذربایجان، غالباً بازپس‌گیری شهر را یکی از اهداف اصلی جنگ توصیف کرده بود. در مصاحبه ۱۶ اکتبر با تلویزیون ترکیه، علی اف گفت که "بدون شوشی، آرمان ما ناتمام خواهد بود"، در حالی که، آرائیک هاروتیونیان، رئیس‌جمهور خودخوانده آرتساخ اعلام کرد که شوشی "یکی از بزرگترین میراث ماست. از نیاکان ما به ارث رسیده‌است "، و افزود که" کسی که شوشی را کنترل می‌کند، آرتساخ را کنترل می‌کند " علی‌رغم اهمیت نمادین این شهر، زائور شیریف، تحلیلگر آذربایجانی گروه بحران بین‌المللی اظهار داشت که هنوز مشخص نیست که آیا تصرف شوشی یک هدف نظامی است یا سیاسی، در حالی که طبق گفته فؤاد شهبازوف، تحلیلگر سیاسی آذربایجان، این پیروزی نیروهای آذربایجانی در شوشی «به عنوان یک پیروزی اخلاقی برای آذربایجانی‌ها درک می‌شوند، خواه در جبهه باشند یا نباشند»، که همچنین منجر به «عدم روحیه» در میان سربازان ارمنی خواهد شد، و به گفته تحلیلگر ارشد گروه بحران بین‌المللی اولسیا وارتانیان، طرف کنترل‌کننده شوشی «به طور خودکار کنترل استپاناکرت را به دست می‌آورد».

## مقدمه
در ۲۷ سپتامبر سال ۲۰۲۰، درگیری‌ها در منطقه مورد مناقشه قره باغ کوهستانی آغاز شد، منطقه ای که به طور عملی تحت کنترل جمهوری خودخوانده و به رسمیت شناخته نشده آرتساخ قرار دارد، اما به طور رسمی جز جمهوری آذربایجان است. نیروهای آذربایجانی ابتدا مراکز اداری مربوط را در مناطق فضولی و جبرائیل پیشروی کردند. از آنجا به طرف هادروت پیش رفتند. نیروهای ارمنی قصد داشتند مدتی صبر کنند تا در زمستان حمله آذربایجان و به ویژه عملیات هوایی آن را به بن‌بست بکشد، و برای فشار بین‌المللی وقت می‌خریدند تا رهبری آذربایجان حمله خود را کنار بگذارد. اما پس از سقوط هادروت حدود ۱۵ اکتبر، نیروهای آذربایجانی با شدت بیشتری به پیشروی پرداختند و ارمنی‌ها عقب‌نشینی کردند و آذربایجانی‌ها سپس زنگیلان را تحت کنترل خود درآوردند. در جریان راه اندازی یک حمله برای لاچین، نیروهای آذربایجان تلاش‌های جنگی خود را به سمت شوشی منعطف کردند، نفوذ به شهرستان شوشی تنها از طریق جنگل و کوه‌های اطراف این شهر میسر شد.

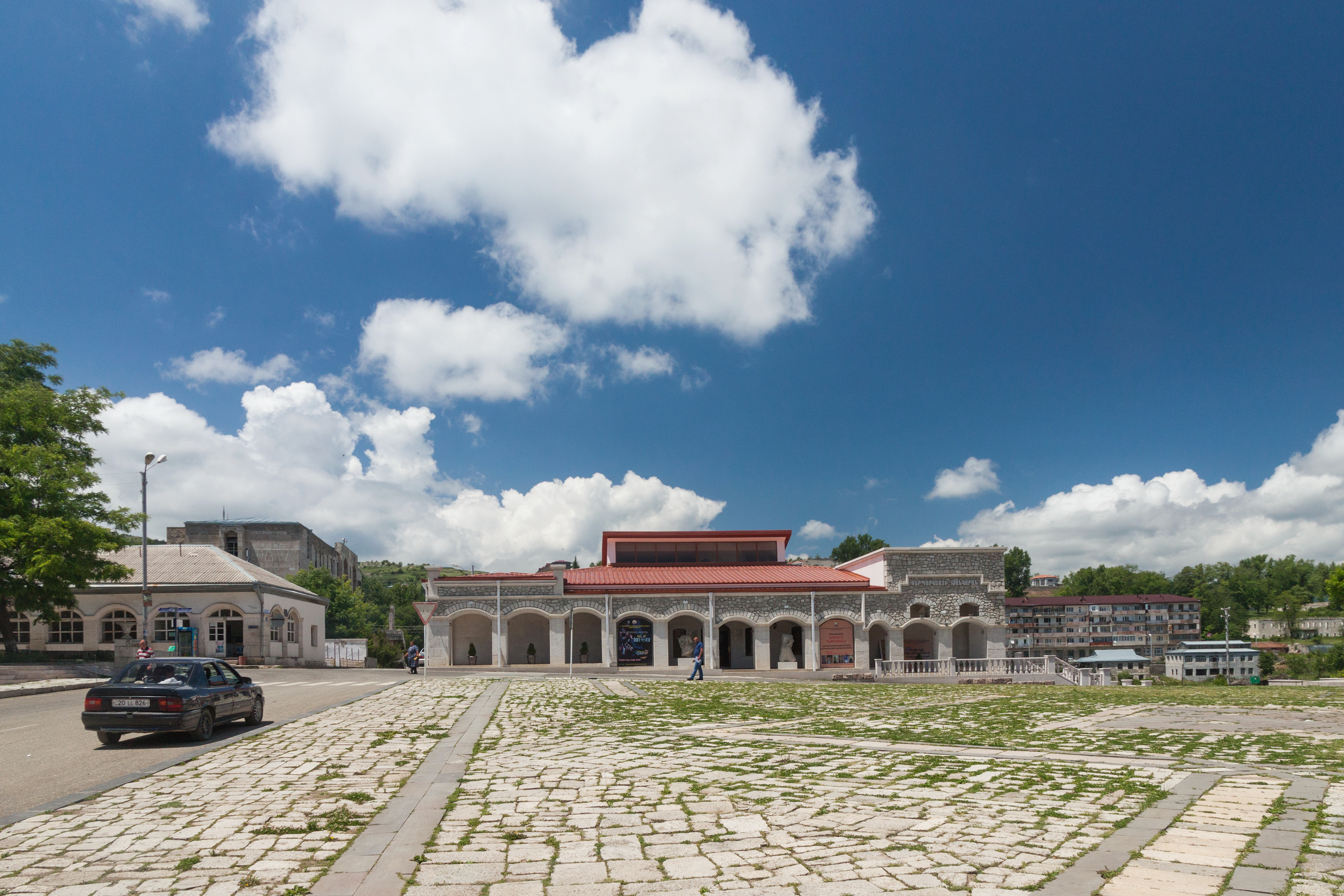
میدان شهر شوشی در سال ۲۰۱۴.

شوشی از ابتدای جنگ زیر آتش توپخانه ای پراکنده قرار گرفته بود. نوایا گازتا گزارش داد که در ۴ اکتبر، نیروهای آذربایجانی خانه فرهنگ در شوشی را موشک باران کردند، جایی که به گفته ساکنان محلی، صدها افسر نظامی و پلیس در آنجا حضور داشتند. بعداً، رسانه‌های محلی ارمنستان گزارش دادند که بیش از ۲۲ افسر پلیس در این حمله کشته شدند، و حدود ۲۰۰ نفر دیگر نیز زخمی شدند. نیویورک تایمز همچنین گزارش داد که این ساختمان آسیب دیده‌است. در ۸ اکتبر، کلیسای جامع غازانچتسوتس در این شهر مورد حمله بمباران قرار گرفت که توسط آذربایجان گزارش شد و آسیب جدی دید. آذربایجان هرگونه مسئولیت را انکار کرد. در طول ماه اکتبر، گزارش‌ها حاکی از آن بود که شوشی و همچنین روستاهای اطراف توسط نیروهای آذربایجان بمباران شذه در حالی که آذربایجان به توپ بستن این شهر را انکار می‌کرد. در ۲۸ اکتبر، مقامات آرتساخ اظهار داشتند که وضعیت در چاناکچی، واقع در چند کیلومتری جنوب شرقی شوشی، «متشنج» است. روز بعد، وزارت دفاع ارمنستان اظهار داشت که درگیری‌ها در این روستا در جریان است، و رئیس‌جمهور خودخوانده آرتساخ، آرایک هاروتیان، اظهار داشت که نیروهای آذربایجان در حال حاضر ۵ کیلومتر (۳٫۱ مایل) از شوشی در ۳۰ اکتبر گزارش شد که درگیری‌ها در حوالی شوشی به ویژه در داش آلتی آغاز شده‌است. در همان روز، خبرنگار خبرگزاری آبخازیا شبکه خبر داد که صدای انفجارهای بزرگ در نزدیکی شهر شنیده شده‌است. روز بعد، مقامات آرتساخ اظهار داشتند که شوشی دوباره مورد بمباران قرار گرفته‌است. در ۲ نوامبر، مقامات ارمنستان اعلام کردند که درگیری‌های شدیدی در حوالی شوشی در جریان است.
قبل از نبرد، در اواخر اکتبر و اوایل نوامبر، هر دو کشور ارمنستان و آذربایجان یکدیگر را به استفاده از فسفر سفید در نزدیکی شوش متهم کردند. در ۳۰ اکتبر، مقامات آرتساخ ارتش آذربایجان را به استفاده از فسفر برای سوزاندن جنگلهای نزدیک شوش متهم کردند. آذربایجان انکار کرد. در ۲۰ نوامبر، دادستانی کل آذربایجان با طرح شکایتی، نیروهای مسلح ارمنستان را به استفاده از مهمات شیمیایی برای «تحمیل آسیب‌های گسترده و طولانی مدت به محیط زیست» در اطراف شوش متهم کرد در حالی که مقامات آذربایجانی نیز اظهار داشتند که نیروهای ارمنی در حال انتقال فسفر سفید به منطقه بودند. استفاده از فسفر سفید طبق توافق‌نامه بین‌المللی کنترل می‌شود که ارمنستان و آذربایجان این تفاوق نامه را امضا نه کرده‌اند.

## نبرد
طبق گزارش‌های آذربایجان، نیروهای ویژه آذربایجان که ده‌ها کیلومتر از نیروهای اصلی آذربایجانی در هادروت فاصله داشتند، به مدت پنج روز با پای پیاده به سمت شوشی ادامه دادند، زیرا زمین و مسیر برای وسایل نقلیه مناسب نبود. آنها برای جابجایی کامل از جنگلها استفاده کردند و از راهرو لاچین و و قیرمیزی بازار که به شدت توسط نیروهای ارمنی دفاع می‌شد، اجتناب کردند. بعداً این موضوع توسط الهام علی اف رئیس‌جمهور آذربایجان نیز گفته شد وی اظهار داشت که نیروهای آذربایجانی برای رسیدن به شهر از دره‌ها، جنگلها و کوه‌ها عبور کرده‌اند. در ۴ نوامبر، مقامات ارمنستان گزارش دادند که درگیری‌ها در حوالی شوشی ادامه دارد. متعاقباً، بر اساس گزارشگران بدون مرز، نیروهای ارمنی جاده شوشی-لاچین را به روی غیرنظامیان بستند ۸۰ روزنامه‌نگار در محاصره گرفتار کردند. مقامات ارمنستان اظهار داشتند که صبح روز ۵ نوامبر شوشی به شدت مورد گلوله‌باران قرار گرفت و درگیری‌ها روز بعد نیز ادامه یافت. رسانه‌های روسی گزارش دادند که نیروهای آذربایجانی موفق شده‌اند شهر را از سه طرف - جنوب، غرب و شرق محاصره کنند. در ۶ نوامبر، لوموند گزارش داد که علی‌رغم انکار آرتساخ، نبرد به نفع آذربایجان رقم خورده‌است. در اوایل صبح، آرگیشتی کیارامیان، که تا اکتبر سال ۲۰۲۰ به عنوان رئیس سرویس امنیت ملی ارمنستان خدمت می کرد با بیان اینکه وظایف خود در منطقه کاملاً انجام داده‌است، از شوشی رفت. در همین حال، فرمانده نظامی ارمنستان سیران اوهانیان، که هدایت گروهی ۱۶ نفری در شهر را بر عهده داشت، نیز شوشی را ترک کرد.
روز بعد، هزاران ارمنی با صف‌های طولانی وسایل نقلیه که جاده را به هم فشرده بودند، از شوشی و استپاناکرت همسایه فرار کردند توپخانه ارمنستان در خارج از شهر جابجا شده و نیروهای محلی ایستگاه‌های بازرسی را ایجاد کردند تا اطمینان حاصل شود که هیچ مرد زیر ۵۸ سال خارج نمی‌شود. در ۷ نوامبر، مقامات ارمنستان اظهار داشتند که درگیری شدیدی در یک شب در نزدیکی شوشی و داش آلتی رخ داده و همچنین ادعا شده‌است که چندین حمله آذربایجان خنثی شده‌است. جمهوری آذربایجان این خبر را تکذیب کرد، و رئیس‌جمهور آن، الهام علی اف، اعلام کرد که نیروهای آذربایجان کنترل قارابلاغ و بهارلی، واقع در جنوب شرقی این شوشی را در دست دارد.
نیروهای آذربایجانی در ۷ نوامبر وارد شهر شدند. علاوه بر پشتیبانی از توپخانه، گروهی راهروی لاچین را مسدود کردند تا از پشتیبانی نیروهای ارمنی به شهر جلوگیری کنند، در حالی که گروه دیگر پس از تصرف داش آلتی، از نیروهای آذربایجان پشتیبانی کردند. همچنین، نیروهای آذربایجانی یک پل استراتژیک بر روی رودخانه هاکاری را تخریب کرده بودند که به ارمنستان اجازه می‌داد تجهیزات و سربازان اضافی را به شهر منتقل کند، و خطوط انتقال برای نیروهای ارمنی را بیشتر بشکند.  در گزارش‌های آذربایجان آمده‌است که نیروهای ویژه آذربایجان، متشکل از ۴۰۰ نفر در چهار گروه ۱۰۰ نفری تقسیم شده، صخره‌های شیب دار شوشی را با طناب بالا رفته و با تجهیزات سبک صبح از چهار طرف به شهر وارد شدند جنگ بلافاصله آغاز شد. نیروهای ارمنی بعد از ظهر از شهر بیرون رانده شدند و صبح روز ۸ نوامبر، نیروهای آذربایجانی به حملات خود به خارج از شهر ادامه دادند. علی اف در سفر خود به آغدام در ۲۴ نوامبر، پس از آنکه طرف ارمنی آن را به عنوان بخشی از توافق‌نامه آتش‌بس به آذربایجان تحویل داد، اظهار داشت که در شوشی، نیروهای آذربایجان به سلاح‌های سبک مجهز شده و در جنگی تقریباً به طریق" نبرد تن به تن " پرداختند وی این ییانات را در هنگام رژه پیروزی در باکو که در ۱۰ دسامبر برگزار شد تکرار کردو افزود که سربازان آذربایجانی از صخره‌های شوشی برای رسیدن به شهر بالا رفته بودند و این جنگ را «یک لحظه تاریخی» عنوان کردند. همچنین گزارش‌های آذربایجانی حاکی از آن است که تعداد نیروهای ارمنی در این شهر که توسط توپخانه سنگین پشتیبانی می‌شوند، حداقل ۲۰۰۰ نفر بوده‌است. در حالی که منابع و مقامات ارمنی در مورد تعداد نیروهای ارمنی در شوش در طول نبرد اظهار نظری نکرده‌اند، رئیس‌جمهور خودخوانده آرتساخ اظهار داشت که حدود ۶۰۰۰ سرباز آذربایجانی به منطقه اعزام شده‌اند. در همین حال، رسانه‌های ارمنستان گزارش دادند که نیروهای ارمنستان در ۷ نوامبر یک موشک اسکندر یه این شهر انداخته‌اند و برخی از چهره‌های سیاسی ارمنستان این گزارش را تکرار کردند.
بعد از ظهر ۸ نوامبر، علی اف اعلام کرد که نیروهای آذربایجانی کنترل شهر را در دست گرفته‌اند همچنین به فرمانده نیروهای ویژه آذربایجان، حکمت میرزاایف تبریک گفت. اگرچه خبرنگار ایزوستیا در صحنه، ادعای علی اف را تأیید کرد، مقامات ارمنستان در ۸ و ۹ نوامبر این موضوع را انکار کردند و اظهار داشتند که جنگ در داخل و خارج از شهر ادامه دارد. در ۹ نوامبر، وزارت دفاع آذربایجان ویدئویی از این شهر منتشر کرد که در پایان آن گزارشی از سرگرد زائور رحیموف وجود داشت کنترل کامل آذربایجان را تأیید می‌کرد.  علی اف همچنین اعلام کرد که نیروهای آذربایجانی کنترل چندین روستا در جنوب و شرق شهر از جمله چاناکچی، سیغناق و شوشی کند و داشالتی را به دست گرفتند. رسانه‌های آذربایجانی در ادامه گزارش دادند که فرمانده شاخه نخجوان نیروهای ویژه آذربایجان، تهران منسیموف، عملیات نظامی خود را ادامه داده و به مواضع ارمنی در استپاناکرت حمله کرده‌است، و از دستورهای اوامر مافوق سرپیچی می‌کند، اگرچه مقامات آذربایجانی و خود منصیموف این موضوع را انکار کردند. متعاقباً، مقامات آرتساخ اذعان کردند که کنترل شوشی را از دست داده‌اند افزودند که نیروهای آذربایجانی در حال نردیکی به استپاناکرت بودند. با این حال، به نظر می‌رسد نخست‌وزیر ارمنستان نیکول پاشینیان با بیان اینکه جنگ ادامه دارد، با این موضوع مخالفت می‌کند. این ادعا بعداً توسط وزارت دفاع ارمنستان، و نماینده ارمنستان، نیکولای بغداساریان، که مردم ارمنستان را به وحشت نکردن دعوت کرد، مجدداً تکرار شد. برخی از ارامنه حدس می‌زدند که حساب‌های شبکه‌های اجتماعی مقامات آرتساخ هک شده و گفته‌های آنها با واقعیت مطابقت ندارد. چندین مقام و تحلیلگر ارمنی نیز رهبری آذربایجان را به «دروغ گفتن به مردم خود» متهم کردند. با این حال، در تاریخ ۱۰ نوامبر، پس از امضای توافق‌نامه آتش‌بس، که این واقعیت را تأیید می‌کرد که آذربایجانی‌ها شوشی را کنترل می‌کنند، رئیس‌جمهور خودخوانده آرتساخ، هاروتونیان، اظهار داشت که نیروهایش در ۷ نوامبر کنترل شهر را از دست داده‌اند، و پاشینیان به از دست دادن شهر اعتراف کرد.

## تلفات
در اواسط ماه نوامبر، کمیته صلیب سرخ بین‌المللی، با کمک نیروهای حافظ صلح روسیه، شروع به یافتن و تبادل اجساد سربازان افتاده از هر دو طرف کرد و در ۲۵ نوامبر، منابع روسی گزارش دادند که، در در این شهر، کمیته بین‌المللی صلیب سرخ بیش از ۲۰۰۰ جسد پیدا کرده بود.

### ارمنی
ارمنستان قبل از توافق سه جانبه در مورد تلفات نظامی خود از نبرد توضیحی نداده بود. در ۶ نوامبر، لوموند گزارش داد که بیمارستانهای تحت کنترل ارمنستان در استپاناکرت فضای کافی برای اسکان مصدومین دیگر در طول جنگ برای شوشی ندارند. همچنین، رویترز گزارش داد که اجساد سربازان ارمنی در امتداد جاده‌های شوشی صف کشیده‌اند. در ۷ نوامبر، ادعاهایی مبنی بر زخمی شدن شدید نظامی ارمنستان، سیران اوهانیان، که در طول جنگ در شوش بود و پسرش آرتور اوهانیان، به شدت زخمی شدند اما این امر توسط ارمنستان تکذیب شد. رسانه‌های آذربایجان با استناد به منابع نظامی ادعا کردند که بیش از ۸۰۰ جسد از سربازان ارمنی به دست ارامنه نرسیده‌اند. وزارت دفاع ارمنستان از آذربایجانی‌ها خواسته بود که این اجساد را به طرف ارمنی منتقل کنند. با این حال، در تاریخ ۱۶ نوامبر، رئیس‌جمهور خود اعلام آرتساخ، آرائیک هاروتیونیان، اظهار داشت که ۱۵۰ جسد متعلق به نیروهای ارمنی از حومه شوشی کشف شده و صدها جسد هنوز مفقود هستند، در حالی که نخست‌وزیر ارمنستان نیکول پاشینیان اظهار داشت که بیش از ۳۰۰ جسد متعلق به نیروهای ارمنی از ۱۴ تا ۱۶ نوامبر کشف شد. در ۲۱ نوامبر، مقامات آرتساخ اظهار داشتند که یک افسر پلیس ارمنی زخمی را در نزدیکی شهر پیدا کرده‌اند.

### آذربایجانی
آذربایجان تلفات نظامی خود را در طول جنگ اعلام نکرد. در تاریخ ۳ دسامبر، وزارت دفاع جمهوری آذربایجان تعداد کل نیروهای آزربایجانی کشته شده در طول جنگ را فاش کرد و اظهار داشت که جزئیات آن را بعداً ارائه خواهد داد. در ۱۴ نوامبر، نیروهای حافظ صلح روسی اجساد شش سرباز آذربایجانی را که در نزدیکی شوشی کشته شدند تحویل مقامات آذربایجانی دادند. با این حال، مقامات ارمنستان ادعا کردند که حداقل ۲۰۰ سرباز آذربایجانی در حوالی شوش کشته شدند. طبق گزارش‌های آذربایجان، همه نیروهای زخمی آذربایجانی در ۹ نوامبر تخلیه شدند.

## عواقب

### ارمنستان

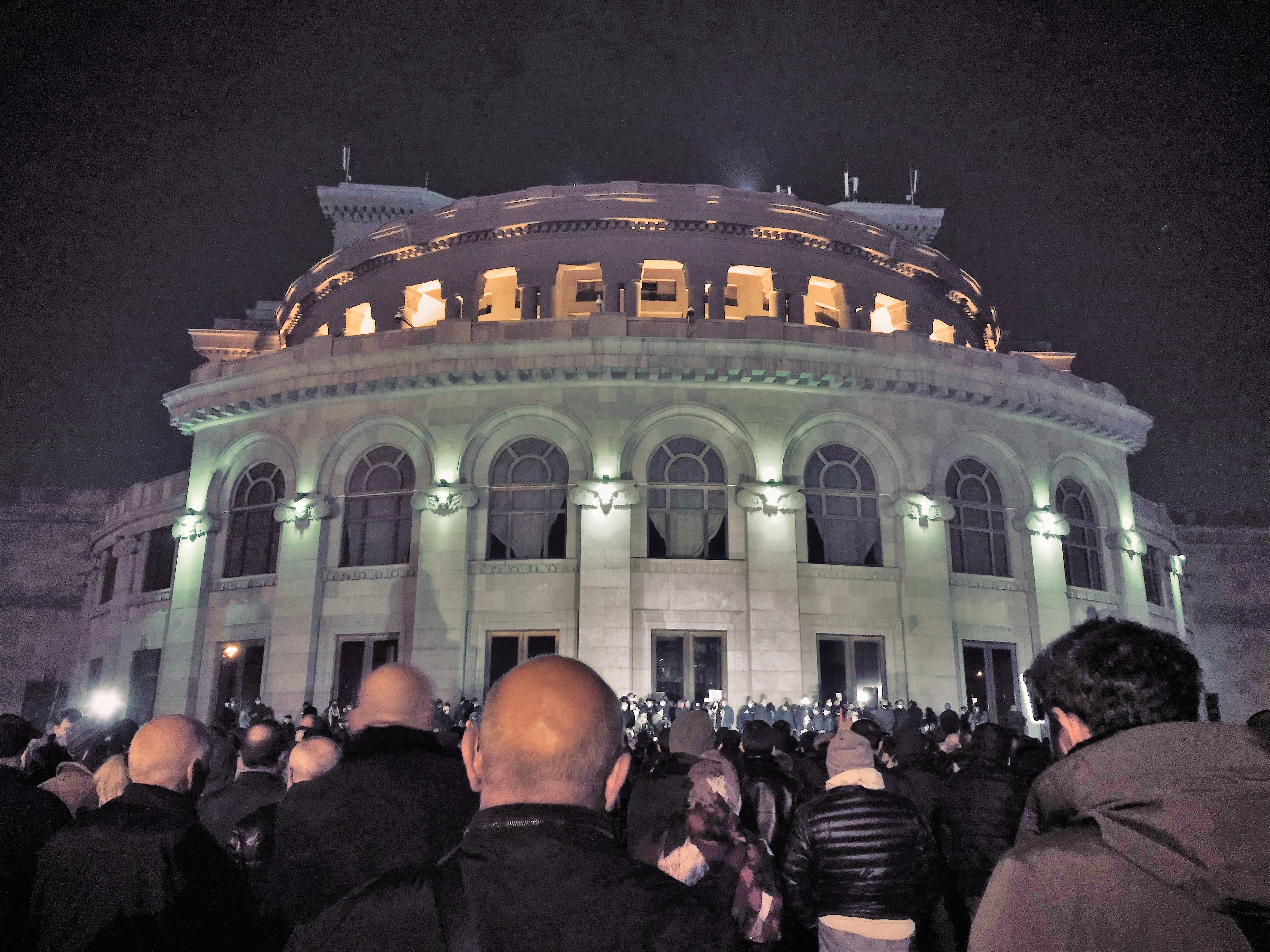
اعتراضات در مقابل تئاتر اپرای ایروان در ۱۸ نوامبر.

این نبرد نکته کلیدی در جنگ ۲۰۲۰ قره باغ بود و هم توسط ارتش ارمنستان و هم از طرف جامعه ارمنی یک ضربه قابل توجه تلقی می‌شد. ارتش ارمنستان از هم پاشید و دو روز پس از نبرد، نخست‌وزیر ارمنستان، نیکول پاشینیان، از امضای توافق‌نامه آتش‌بس با آذربایجان خبر داد. به گفته سورن سرکیسیان، دانشمند علوم سیاسی ارمنی، درک تبعات از دست دادن شوشی برای ارمنی هادشوار بود. سرکیسیان اضافه کرد که این امر منجر به مطالبه مخالفان ارمنستان برای تغییر دولت خواهد شد. پس از جنگ، بسیاری از ارامنه علیه پاشینیان عصیان کردند، و اعتراضات خشونت‌آمیزی در سراسر کشور آغاز شد و ادعای رایج وی مبنی بر «فروش» شوشی در میان مخالفان وی محبوب شد. رابرت کوچاریان، رئیس‌جمهور سابق ارمنستان، نیز از رهبری ارتش ارمنستان انتقاد کرد که چرا نیروهای آذربایجان را از رسیدن به مجاورت شوشی ممانعت نکرده‌است، زیرا به گفته کوچاریان، نیروهای ارمنستان حدود دو هفته فرصت داشتند تا یک خط دفاعی جدید تشکیل دهند. کوچاریان همچنین ادعا کرد که ویتالی بالاسانیان، آن زمان دبیر شورای امنیت ملی جمهوری آرتساخ، پیشنهاد فرماندهی نیروهای ارمنی در شوشی را داد، اما رد شد.
یک سری از مقامات نظامی از پاشینیان حمایت کردند و ادعا کردند که موقعیت نظامی ارمنستان بسیار وخیم تر از آن است که بسیاری از مردم معتقد بودند. پاشینیان، در پاسخ، اظهار داشت که پس از کنترل نیروهای آذربایجانی بر شوشی، استپاناکرت بی دفاع باقی ماند و بیست تا سی هزار سرباز ارمنی در آسکران و مارتونی تحت محاصره قرار می‌گرفتند، و جان سربازان ارمنی برای او مهمتر بودند. رئیس‌جمهور خودخوانده آرتساخ آرایک هاروتیان، نیز در مقابل اتهامات خیانت عقب‌نشینی کرد و اظهار داشت که نیروهای ارمنی منطقه برای دفاع از شهر از نیروی انسانی برخوردار نیستند. سپس، ولادیمیر پوتین ، رئیس‌جمهور روسیه اظهار داشت هنگامی که نیروهای آذربایجانی شوشی را تصرف کردند، برای ارامنه وضعیت بحرانی ایجاد شد و آذربایجانی‌ها می‌توانستند با تصرف استپاناکرت پیشروی بیشتری داشته باشند، افزود که توقف فوری جنگ به نفع طرف ارمنی بود. در همین حال، پوتین همچنین اظهار داشت که پاشینیان این فرصت را داشت که در ماه اکتبر با آذربایجان توافق‌نامه آتش‌بس را امضا کند، در این صورت نیروهای ارمنی هنوز شوشی را کنترل می‌کردند، اگرچه آوارگان آذربایجانی جنگ اول قره باغ به شهر برمی‌گشتند. پوتین افزود که پاشینیان این پیشنهاد را رد کرد، پاشینیان بعداً آن را تأیید کرد. در ۳ دسامبر، معاون رئیس استان شوشی، سامول هاروتونیان، اظهار داشت که حدود ۴۵۰۰ ارمنی از شوشی آواره شدند.

### آذربایجان

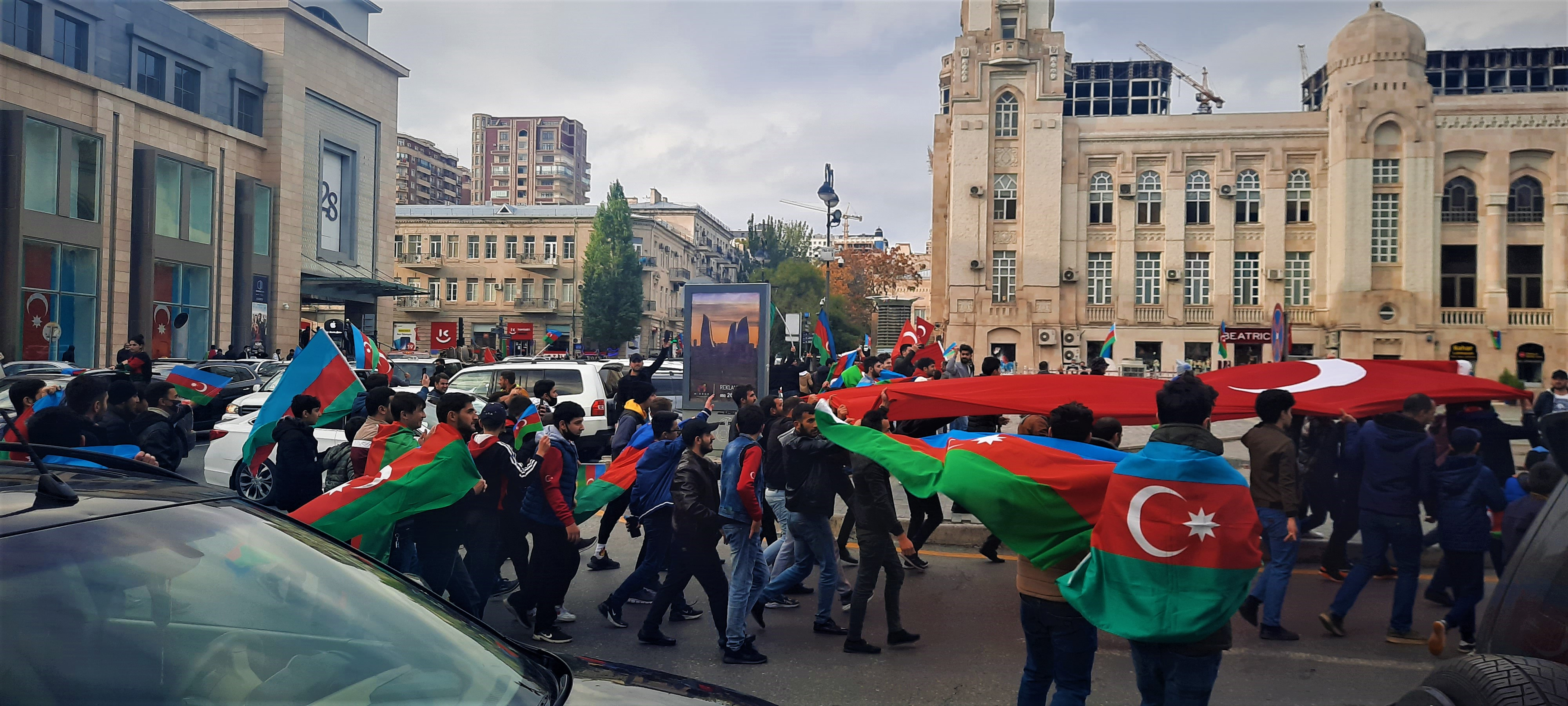
جشن‌ها در ۸ نوامبر در باکو، آذربایجان.

در مقابل، اعلامیه تصرف این شهر توسط الهام علی اف ، رئیس‌جمهور آذربایجان، با اهتزاز پرچم، آواز و صدای بوق ماشین در باکو، پایتخت این کشور، به جشن در میان آذربایجانی‌ها منجر شد. مراسم تاج گل دادن در کوچه افتخار باکو با حضور علی اف و معاون رئیس‌جمهور مهربان علیوا برگزار شد. کشتی‌هایی که در خلیج باکو لنگر انداخته بودند، بوق خود را زدند، و آذربایجانی‌ها در مسکو با نمایش آتش بازی جشن گرفتند در حالی که اتومبیل‌هایی که با پرچم‌های آذربایجان و ترکیه تزئین شده بودند در بروکلین، نیویورک تجمع می‌کردند. در آذربایجان، برخی از شخصیت‌های سیاسی برچسب "نبرد طلاق در کوه ها" (ترکی آذربایجانی: Dağlarda boşanma)، با اشاره به نام ارمنی "نبرد عروسی در کوه ها" (به ارمنی: «Հարսանիք լեռներում» ռազմագործողություն) که برای تصرف این شهر در سال ۱۹۹۲ داده شده بود.
در ۴ دسامبر، ساعت ۱۲:۰۰ (GMT + 4) به وقت محلی، در آذربایجان لحظه ای سکوت به یاد بزرگداشت شهدای جنگ برقرار شد. در همین قرار، پرچمها در سراسر کشور پایین کشیده شد و ترافیک متوقف شد، در حالی که کشتی‌ها در خلیج باکو پهلو می‌گرفتند، و همچنین ماشین‌ها بوق می‌زدند. سربازان آذربایجانی نیز در مقابل قلعه شوشی ایستاده و از شهدای جنگ قدردانی کردند. در ۸ دسامبر، مقامات آذربایجانی اعلام کردند که ایستگاه جدید در مترو باکو به پیشنهاد رئیس‌جمهور علی اف ۸ نوامبر نامگذاری خواهد شد. در ۱۰ دسامبر، هنگام رژه پیروزی باکو، اولین پرچمی که در شوشی به اهتزاز درآمده بود پرچم پیروزی آذربایجان در جنگ اعلام شد، پرسنل نیروهای مسلح آذربایجان، به رهبری زائور ممدوف، که در جنگ شرکت داشت به عنوان فرمانده شهر منصوب شد، با آن پر چم در میدان آزادلیق رژه رفت. سربازان نیروهای ویژه وزارت دفاع به سرپرستی فرمانده نیروهای ویژه، سپهبد حکمت میرزاایف که در این نبرد شرکت کرده بود نیز در رژه شرکت کردند. در ۵ ژانویه ۲۰۲۱، شوشی به عنوان پایتخت فرهنگی آذربایجان اعلام شد.

### نقش روسیه
در ۹ نوامبر، روزی که توافقنامه آتش‌بس امضا شد، نیروهای آذربایجان در جمهوری خودمختار نخجوان به‌طور تصادفی به سوی هلیکوپتر تهاجمی Mil Mi-24 روسیه نزدیک یراسخ، در ارمنستان شلیک کردند. به گفته آنتون ترویانوسکی و کارلوتا گال از نیویورک تایمز، این امر به‌طور بالقوه به روسیه دلیل می‌داد تا در جنگ مداخله کند و ولادیمیر پوتین رئیس‌جمهور روسیه اولتیماتومی را به الهام علی اف رئیس‌جمهور آذربایجان تحویل داد. به گفته ترویانوسکی و گال، در این اولتیماتوم، روسیه اظهار داشت که اگر آذربایجان پس از تصرف کنترل شوش عملیات خود را متوقف نکند، مداخله خواهد کرد. در همان شب، به گفته منابع آذربایجانی، یک موشک ناشناخته بدون آسیب دیدگی به یک منطقه باز در خیردالان، نزدیک باکو برخورد کرد. همچنین، باز هم در همان روز، ویدئویی در رسانه‌های اجتماعی ظاهر شد که ظاهراً نیروهای ارمنی موشک اسکندر ساخت روسیه را به آذربایجان پرتاب می‌کنند. رئیس سابق سرویس کنترل نظامی وزارت دفاع ارمنستان مؤسس هاکوبیان، قبل از استعفا از سمت خود در ۱۹ نوامبر سال ۲۰۲۰، استفاده از موشک اسکندر به جمهوری آذربایجان توسط ارمنستان را تأیید کرد، هرچند او در مورد محل اصابت موشک چیزی نگفت.

#### حفظ صلح

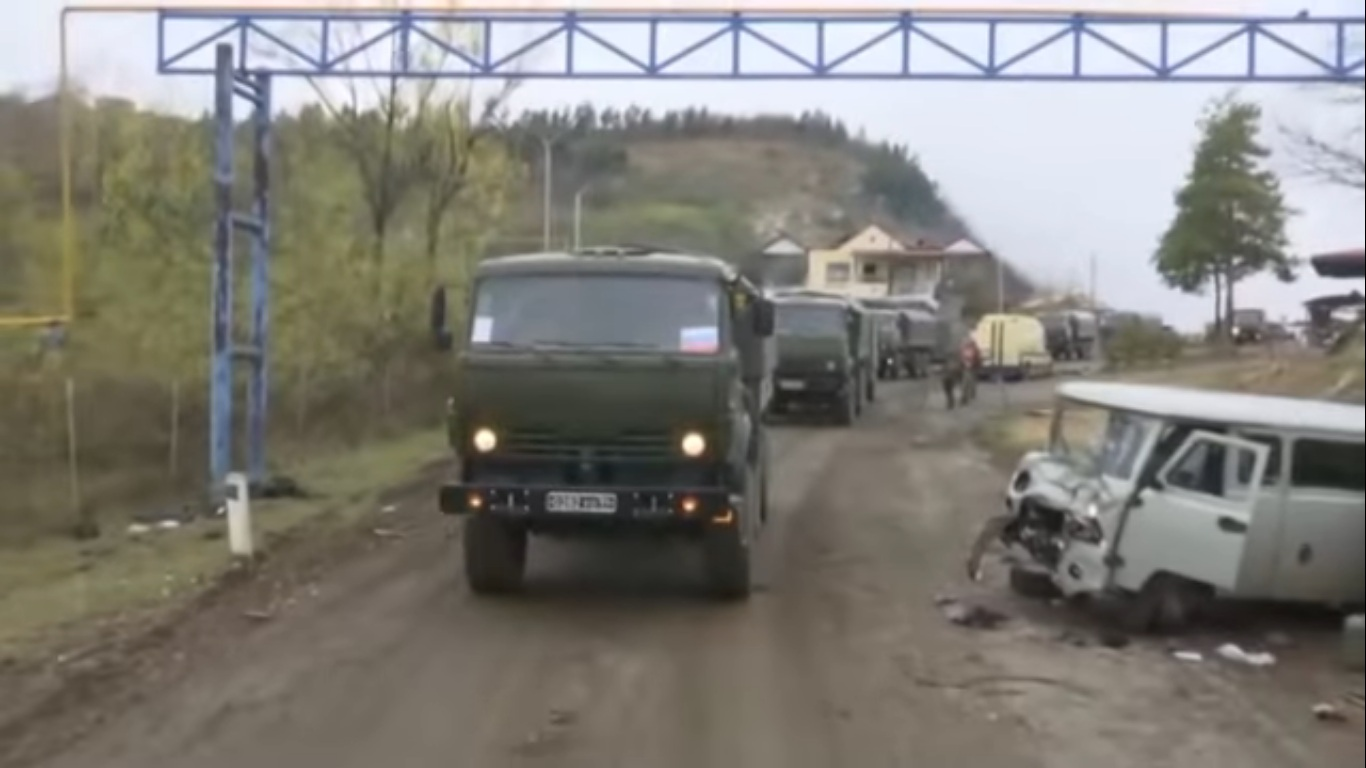
کاروانی از نیروهای حافظ صلح روسی که از کنار ایست بازرسی آذربایجان در نزدیکی شوش عبور می‌کنند.

در ۱۳ نوامبر، به دنبال توافق آتش‌بس، نیروهای حافظ صلح روسی از تیپ ۱۵ تفنگ موتوری جداگانه مستقر در منطقه، یک پایگاه مشاهده در حومه شهر ایجاد کردند. نیروهای حافظ صلح روسیه همچنین دهلیز لاچین را تحت کنترل خود درآوردند که طبق بیانیه تأثیری بر شوشی نداشت. جاده جدیدی از راهرو لاچین برای ساخت در نظر گرفته شده‌است که برخلاف جاده فعلی که در حاشیه شهر قرار دارد، از شوشی عبور خواهد کرد. یک ایست بازرسی واقع در جاده ای که از دروازه گنجه، ورودی شمالی شهر عبور می‌کرد، توسط نیروهای آزربایجانی محافظت می‌شد.
اولین نقض مهم آتش‌بس که توسط نیروهای حافظ صلح روسیه در منطقه تأیید شد، در ۱۱ دسامبر در منطقه ای نزدیک به شوشی رخ داد که پس از جنگ به یک محاصره در آرتساخ تبدیل شد. نیروهای آذربایجانی ۱۲ دسامبر کنترل کهنه تاغلار را به دست گرفتند و برخی درگیری‌ها در منطقه ادامه داشت. هر دو طرف یکدیگر را به آتش زدن مجدد درگیری متهم کردند. نیروهای حافظ صلح روسیه از هر دو طرف خواستند که آتش‌بس را رعایت کنند. در ۱۳ دسامبر، نیروهای حافظ صلح روسیه کنترل کهنه تاغلار را به دست گرفتند. با این حال، روز بعد، وزارت دفاع روسیه نقشه ای را منتشر کرد که برخی مناطق خارج از مرزهای مأموریت صلح را نشان می‌داد و این منطقه تحت کنترل آذربایجان قرار گرفت.

### ادعای جنایت جنگی
در اواسط ماه نوامبر، ویدئویی از امین موسیف سرباز زخمی آذربایجانی که توسط الکساندر خارچنکو روزنامه‌نگار اوکرانی و سربازان ارمنی در حومه شوشی در حال دریافت کمک‌های اولیه بود، در سیستم عامل‌های رسانه‌های اجتماعی پخش شد. به دنبال این، ویدئویی منتشر شد که نشان می‌داد موسیف در داخل یک وسیله نقلیه مورد اذیت و آزار قرار گرفته‌است. گزارش شده‌است که وی در ماشین روی زمین دراز کشیده و از او پرسیده‌است: "کجا می‌رویم؟" در پاسخ، سرباز ارمنی ادعا شده گفت: "اگر رفتار خوبی داشته باش، به خانه برو" و فهش داد، پس از آن مشخص شد که سرباز آذربایجانی لگد خورده‌است. در ۱۸ نوامبر، یک نماینده کمیته صلیب سرخ بین‌المللی (ICRC) در ایروان گفت که اطلاعات در مورد این شخص "در حال تحقیق" است. زارا آماتونی، نماینده کمیته بین‌المللی بین‌المللی صلیب سرخ در ایروان، از گفتن اینکه آیا او اطلاعاتی در مورد موسایف دارد، امتناع ورزید. دادگستری آرتساخ گفت که او هیچ اطلاعاتی در مورد این سرباز آذربایجانی ندارد اما اگر مجروح شود، "احتمالاً در بیمارستان ارمنستان بستری است". وزارت امور خارجه آذربایجان در بیانیه ای اعلام کرد که این موضوع در حال بررسی است و به سازمانهای بین‌المللی مربوط گزارش خواهد شد. به گفته این وزارتخانه، "اطلاعات مربوط به شکنجه زندانیان ابتدا از نظر صحت بررسی و مورد توجه سازمانهای بین‌المللی مربوط قرار می‌گیرد." در ۲۵ نوامبر، نمایندگان کمیته بین‌المللی صلیب سرخ از موسیف و کریموف در ایروان دیدار کردند. در ۵ دسامبر، خانواده موسایف از طریق ICRC از وضعیت او مطلع شدند. طبق یک نسخه گزارش شده از نامه ارسال شده توسط موسایف، وی اظهار داشت که وضعیت وی خوب است. موسایف در ۱۵ دسامبر در چارچوب قرارداد مبادله اسیر به آذربایجان بازگشت. آذربایجان رسماً طرف ارمنی را به بدرفتاری با اسیران آذربایجانی متهم کرده بود. امین موسیف، و چند اسیر آذربایجانی اظهار داشتند که آنها توسط اسیرکنندگان ارمنی خود مورد شکنجه قرار گرفتند تا اینکه دوباره به آذربایجان منتقل شدند. دیلگام عسگاروف، شهروند روسی از تبار آذربایجانی، که در سال ۲۰۱۴ و در جریان حادثه ای در کلبجر در مصاحبه ای که پس از آزادی انجام داد نیز اظهار داشت که اسیرکنندگان ارمنی اسیران آذربایجانی را شکنجه کرده‌اند.

## واکنش‌های بین‌المللی

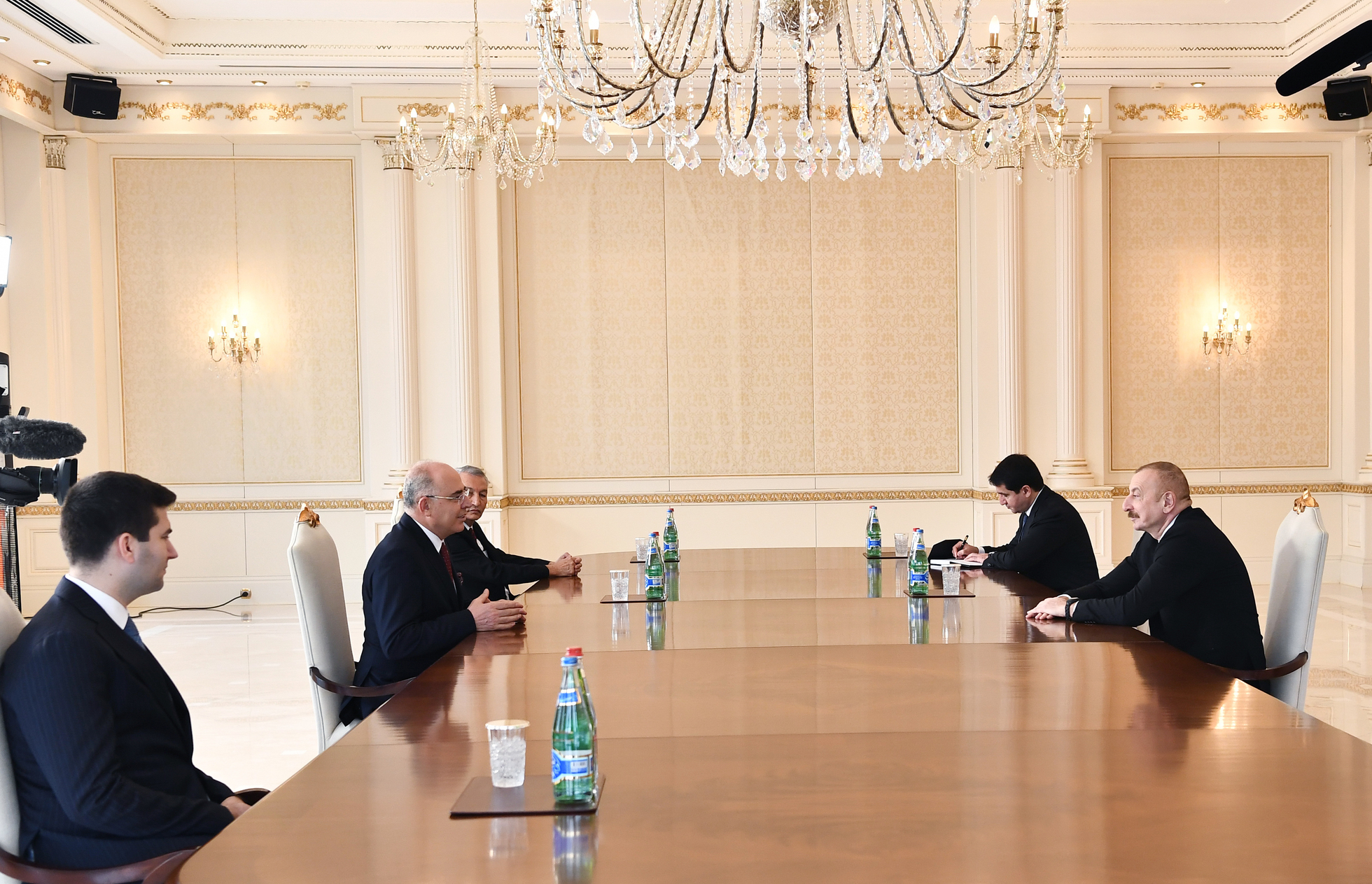
تصویر یک جلسه رسمی

در ۸ نوامبر، به دنبال اعلام علی اف، رجب طیب اردوغان ، رئیس‌جمهور ترکیه، ضمن سخنرانی در جمع مردم در قوجاایلی، به آذربایجان تبریک گفت و اظهار داشت که وی معتقد است این «نشانه این است که بقیه سرزمین‌های اشغالی نیز به زودی آزاد خواهند شد». سلچوک بایراکتار، مهندس ترکیه ای که به دلیل ایجاد پهپاد جنگی بایراکتار TB2 که به‌طور گسترده توسط آذربایجان در طول درگیری مستقر شده بود، اعتبار زیادی کسب کرده‌است نیز پیام تبریک فرستاد. همچنین، در ترکیه، معاون رئیس‌جمهور فوات اوکتای، وزارت دفاع ملی، رئیس CHP کمال کیلیچدار اوغلو، سخنگوی حزب حاکم AK، عمر چلیک، رئیس رسانه و ارتباطات در ریاست جمهوری ترکیه، Fahrettin Altun و ابراهیم سخنگوی ریاست جمهوری ترکیه کالان این مناسبت را به مردم آذربایجان تبریک گفت. در تاریخ ۹ نوامبر، احمد علیرضابیگی، نماینده ایران، اظهار داشت که «آزادسازی شهر شوشی از اشغال ثابت کرد که عدالت برقرار شده‌است»، افزود که او به این مناسبت «افتخار و خوشحال» است. سفیر پاکستان در آذربایجان نیز به آذربایجانی‌ها تبریک گفت. رئیس‌جمهور پیشین لتونی، وایرا وه-فریبرگا و نخست‌وزیر سابق قرقیزستان، جوومارت اوتوربائف ، هر دو علی اف را در سمت‌های خود به عنوان اعضای مرکز بین‌المللی نظامی گنجوی مستقر در باکو، تبریک گفتند.
در ۹ نوامبر، فرانسه «نگرانی بسیار شدید خود را از پیشروی نظامی به سمت شهر شوشی» ابراز داشت.

## کتابشناسی - فهرست کتب
- - Amirbayov, Elchin (December 2001).  Shaffer, Brenda (ed.). "Shusha's Pivotal Role in a Nagorno-Karabagh Settlement, Policy Brief Number 6". Caspian Studies Program. Cambridge, Massachusetts: Belfer Center for Science and International Affairs. Archived from the original on 1 September 2006.
  - M. Pashayeva, Gulshan (6 August 2020). "Battle over perceptions: upturned reality". The London Post (به انگلیسی). Archived from the original on 7 January 2021. Retrieved 4 April 2021.
- Goble, Paul (12 November 2020). "Shusha Once Again Key to War and Peace Between Armenia and Azerbaijan". Eurasia Daily Monitor (به انگلیسی). Jamestown Foundation. 17 (160). Archived from the original on 1 January 2021. Retrieved 1 January 2021.{{cite journal}}:  نگهداری CS1: پیش‌فرض تکرار ref (link)